# Вольтат, Гельмут
Гельмут К. Г. Во́льтат (нем. Helmuth C. H. Wohlthat; 4 октября 1893, Висмар — 1982) — высокопоставленный немецкий чиновник в Третьем рейхе. Имя Гельмута Вольтата носит горный массив Вольтат в Антарктиде.

## Биография
Получив аттестат зрелости в 1912 году, Вольтат поступил в военное училище в Энгерсе. В Первую мировую войну служил офицером в кавалерии и демобилизовался в звании старшего лейтенанта. В 1920—1929 годах занимался коммерческой деятельностью в области масел и жиров и одновременно учился в Кёльне. В 1929—1933 годах Вольтат проживал в США, где изучал политические науки в Колумбийском университете в Нью-Йорке. В США Вольтат женился на американке немецкого происхождения, учительнице по профессии.
Вернувшись на родину, Вольтат некоторое время работал в имперском министерстве продовольствия. В 1934 году Шахт пригласил его на должность министериал-директора в отдел обеспечения валютных поступлений в имперском министерстве экономики. В 1938 году Вольтат перешёл на работу в Прусское государственное министерство и в ранге статс-секретаря занимался преимущественно вопросами внешней торговли и валютных поступлений в непосредственном подчинении Германа Геринга. В сферу его задач входило создание немецкого китобойного флота. К началу 1938 года Вольтат подготовил антарктическую экспедицию. В феврале 1939 года Вольтат вёл переговоры с Джорджем Рабли из Межправительственного комитета по вопросам беженцев с целью достижения соглашения о еврейской эмиграции из Германии. 23 марта 1939 года Вольтат заключил с правительством Румынии экономический договор, позволивший Германии инвестировать в нефтеперерабатывающую отрасль Румынии. Летом 1939 года участвовал в неофициальных переговорах, известных в советской историографии как «Лондонские переговоры». После оккупации Нидерландов во время Второй мировой войны Вольтат был назначен уполномоченным при Нидерландском банке в Амстердаме. На этой ключевой позиции он с конца мая 1940 года контролировал валютные потоки в Нидерландах и соответственно всю внешнюю торговлю. С апреля 1941 года Вольтат возглавил германскую экономическую делегацию в Японии, где и прожил до конца войны.
В послевоенное время Вольтат занимал должности в наблюдательных советах различных частных компаний. 10 сентября 1954 года Фриц Шеффер при поддержке Франца Йозефа Штрауса предложил кандидатуру Гельмута Вольтата на пост директора Всемирного банка. Людвиг Эрхард выдвинул на этот пост Отто Доннера. При голосовании в правительстве большинство голосов получил Вольтат, но в результате вмешательства Конрада Аденауэра главой Всемирного банка стал Доннер.